# Wielanowo
Wielanowo [pronunciación en polaco: /vjɛlaˈnɔvɔ/] (anteriormente, en alemán: Villnow) es un pueblo en el distrito administrativo de Gmina Grzmiąca, dentro del Distrito de Szczecinek, Voivodato de Pomerania Occidental, en el noroeste de Polonia. Se encuentra aproximadamente 30 kilómetros al noroeste de Szczecinek y 125 kilómetros al noreste de la capital regional, Szczecin.
Hasta 1945 el área era parte de Alemania. Para la historia de la región, véase Historia de Pomerania.
El pueblo tiene una población de 110 habitantes.